# 迪特斯海姆
迪特斯海姆是德国巴伐利亚州的一个市镇。总面积31.23平方公里，总人口2173人，其中男性1087人，女性1086人（2011年12月31日），人口密度70人/平方公里。